# 严善思
严善思（645年—729年），名譔，字善思，以字行，唐朝同州朝邑县（今陕西省大荔县东）人。
父亲严延，与河东裴玄证、陇西李贞蔡静都通晓儒术，晓图谶。严善思传习父亲的学业，褚遂良、上官仪等都赏识他的才能。严善思年轻时以读书广泛知名，善于天文历数及卜相之术。唐高宗麟德元年（664年），高宗封泰山，应试消声幽薮科举擢第，调襄阳县尉。居丧，庐墓隐居十年。武则天时为监察御史，权右拾遗、内供奉。多次上表陈奏时政得失，多被采纳。酷吏兴大狱，严善思为详审使，平反救活了八百余人，赦免了千余家。长寿年间，到司刑寺审理囚犯，放出案情不实的百人。来俊臣等忌恨他，以罪诬害他，流放到交趾，五年得还。李淳风死后，占候家都没有效用，武则天以严善思以著作佐郎兼太史令。
圣历二年（699年），荧惑星侵入舆鬼，武则天问严善思。严善思回答，大臣会应征。其年，文昌左相王及善去世。长安年间，荧惑星侵入月亮，镇星犯天关。严善思回奏：“法有乱臣伏罪，且有臣下谋上之象。”一年后，张柬之、敬晖等起兵诛张易之、张昌宗。
唐中宗神龙初年，担任给事中。武则天崩，将合葬乾陵，严善思上奏反对，认为不应该打开高宗的乾陵，合葬武则天，应该按照汉朝的制度，皇后别起陵墓。中宗没有采纳。武则天丧礼结束，太常请大习乐，供郊庙，中宗未许。严善思劝谏，中宗最终听从。景龙年间，转任礼部侍郎，上表批评皇后擅政，为社稷忧，求出为汝州刺史。他对姚崇说：“韦氏祸且涂地，相王所居有华盖紫气，必登帝位，公善护之。”相王李旦即位为唐睿宗，姚崇以事奏闻，于是睿宗召拜他为右散骑常侍。谯王李重福贬到均州，过汝州，严善思为刺史。郑愔谋册李重福为帝，草制以严善思为礼部尚书，知吏部选事。谯王下狱，大理寺奏称严善思与李重福通谋，应该处决。吏部尚书宋璟、户部郎中李邕请求减轻他的刑罚，给事中韩思复固请，于是流放到静州。
严善思为御史时，中书舍人刘允济为酷吏所陷，当死。善思怜悯他年老，密表奏请，刘允济于是得以免诛。户部尚书王本立说：“祁奚之救叔向，严公有之。”严善思后见刘允济，没有提这件事。韩思上奏免严善思之罪，也没有以恩德自居。时人称其为长者。后来遇赦归还。开元十七年（729年），他八十五岁时去世。
严善思子严向，乾元年间为凤翔尹，宝应年间授太常员外卿。严善思之父严延也是八十五岁去世；广德二年（764年），严向卒，又终年八十五岁。严向兄长前赵郡司马严宙，长严向十岁，严向去世时，严宙还活着。